# Сборщицы колосьев
«Сборщицы колосьев» (фр. Des glaneuses) — картина французского живописца барбизонской школы Жана-Франсуа Милле.

## Описание
Сельская жизнь была одной из любимых тем Милле, и эта картина стала кульминацией десятилетней работы над темой сборщиц колосьев. Сборщицам разрешалось проходить по полям на рассвете и подбирать колоски, пропущенные косарями. На картине художник изобразил трёх из них, согнувшихся над землёй в низком поклоне — только так им удаётся собрать оставшиеся после жатвы колосья. В них Милле показал три фазы тяжёлого движения, которые женщины должны были беспрестанно повторять раз за разом — сгибаться, подбирать колосок с зерном и снова распрямляться. Маленькие пучки в их руках контрастируют с богатым урожаем, который виден на дальнем плане. Там стога, снопы, повозка и занятая работой жнецов.
Художник сумел точно передать тяжесть труда крестьян, их нищету и смирение. Это произведение вызвало разные оценки публики и критики, что заставило Милле временно обратиться к более поэтичным сторонам крестьянского быта.

## Критика
Картина сразу же вызвала негативную критику со стороны среднего и высшего классов, которые отнеслись к этой теме с подозрением: один художественный критик, выступая от имени других парижан, усмотрел в ней тревожный намек на «эшафоты 1793 года». Недавно выйдя из Французской революции 1848 года, эти зажиточные классы увидели в картине прославление низшего рабочего класса. Для них это было напоминанием о том, что французское общество было построено на труде рабочих, а землевладельцы связывали этот рабочий класс с растущими социалистическим движением.